# Cities: Skylines II
Cities: Skylines II is een stedenbouwsimulatiespel dat is ontwikkeld door het Finse Colossal Order. Het spel werd op 24 oktober 2023 uitgebracht door Paradox Interactive voor Windows en Steam. Het is het vervolg op Cities: Skylines uit 2015 en werd op 6 maart 2023 aangekondigd. De consoleversie werd een maand voor de uitgiftedatum uitgesteld tot de lente van 2024.

## Gameplay
In veel opzichten lijkt het spel op zijn voorganger. De speler start een stad op een stuk grond en kan die geheel naar eigen inzicht inrichten. Zo kunnen wegen en andere infrastructuur worden aangelegd, kan bepaald worden waar welke soort bebouwing komt te staan en moeten voorzieningen worden aangeboden: onderwijs, zorg, politie, brandweer, vuilnisophaaldiensten etc. Ook moet de speler zorgen voor voldoende elektriciteit en water en moet rioolwater gezuiverd of geloosd worden. De speler kan zelf openbaar vervoer faciliteren door het gebruik van bussen, taxi's, trams, metro's, treinen, schepen en vliegtuigen. Om de stad te laten groeien kan de speler in totaal 441 stukken grond ter grootte van 159 km² beheren. Het ontgrendelen van nieuwe (grotere) voorzieningen en nieuwe functies gaat in tegenstelling tot zijn voorganger niet op basis van aantal inwoners, maar op basis van ervaringspunten die om de zoveel tijd worden verkregen door de blijdschap/tevredenheid van inwoners en het aantal inwoners. Bij bepaalde aantallen ervaringspunten (mijlpalen) worden nieuwe voorzieningen en functies ontgrendeld, alsmede de mogelijkheid om de stad met een bepaald aantal stukken grond uit te breiden.
Waar zijn voorganger een limiet had van 65.000 bewegende virtuele inwoners, kent Cities: Skylines II zo'n limiet niet. De manier waarop de inwoners hun route en vervoer kiezen wordt diepgaander en ook efficiënter vanwege het benutten van alle kernen van de computerprocessor. Met behulp van AI kiezen de inwoners hun route. Andere nieuwe kenmerken zijn luchtvervuiling en realistischer rijgedrag waarbij ook ongelukken kunnen plaatsvinden. Ook moet de speler (meer) parkeerplekken aanleggen omdat voertuigen niet meer kunnen despawnen (verdwijnen) als de bestuurder op de plek van bestemming is. De verschillende seizoenen hebben invloed op de stad, zo zijn elektriciteitsgebruik, verkeer en het weer ervan afhankelijk. Volgens de makers zijn er meer mogelijkheden om het spel naar eigen wens aan te passen en om mods te maken. Het spel zal gelijktijdig op consoles verschijnen, wat de kwaliteit van het spelen op de PlayStation 5 of Xbox Series ten goede zou moeten komen.